# La Tête des autres
La Tête des autres est une pièce de théâtre de Marcel Aymé, créée à Paris au théâtre de l'Atelier le 15 février 1952, dans une mise en scène d'André Barsacq.

## Argument

### Acte I
Épuisé par un long réquisitoire, le procureur Maillard est fort content de lui-même lorsqu'il retrouve sa femme Juliette et ses amis les Andrieu : il a eu la satisfaction d'obtenir la condamnation à mort de Valorin, jeune joueur de jazz. L'assemblée le félicite copieusement et on le porte en triomphe comme un torero qui aurait obtenu deux oreilles et la queue.
Mais Valorin s'évade, parvient à retrouver l'adresse du procureur, débarque chez lui armé, avec la preuve de son innocence en main, et qui la concerne personnellement : durant un moment d'égarement, la maîtresse du magistrat a couché avec l'accusé le soir du crime, ce qui l'innocente de façon incontestable. Mais la maîtresse de Maillard se trouve être Mme Roberte Bertolier, l'épouse d'un autre procureur, éminent confrère à la carrière prestigieuse, et ami de Maillard. La femme nie ces accusations, puis les confesse, d'abord à Maillard puis à son mari. Elle tente d'assassiner son amant d'un soir, mais cette tentative échoue grâce à l'intelligence de Valorin, et le trouble de sa maîtresse qui comprend qu'un amour encore très grand pour Valorin gouverne son cœur.
La preuve particulièrement compromettante pour l'épouse adultérine et les deux procureurs les poussent à tout mettre en œuvre pour étouffer l'affaire, et trouver un autre coupable. Au cours d'une dispute, ces deux procureurs se jettent des accusations graves, Maillard accusant Bertolier d’être le « valet d'une clique politicienne », de « ramasser dans la boue et dans le sang une cravate de commandeur » et de « vivre grassement sur le fumier des scandales qu'il s'offre à étouffer » tandis que Bertollier accuse Maillard de s’être vendu à des hommes d'affaires marrons et même de trahison au cours de l'Occupation.

### Acte II
Quatre jours plus tard, le procureur Bertolier débarque chez les Maillard, pour annoncer la capture du coupable idéal : d'origine étrangère (maltaise), il se nomme Gozzo, et a fait des aveux complets. D'abord soulagé, Valorin découvre progressivement que ces aveux ont été extorqués de force : Gozzo est lui-même innocent, et l'on veut faire porter la culpabilité du crime à un homme sans lien direct avec les magistrats. Il se révolte, s'élève contre ces deux procureurs, facilement oublieux de leur devoirs, de toute éthique professionnelle, prêts à sacrifier la vie de deux hommes pour préserver les apparences.
Entre-temps, révoltée par l'immoralité de Mme Bertolier et la corruption de son mari, Mme Maillard intrigue elle aussi, mais pour sauver Valorin, et parvient presque à détruire la manœuvre de son époux. Cette tentative échoue par l'intervention, encore pleine de sagesse et d'intelligence, de Valorin, qui à cette occasion fait la démonstration de sa probité. Mme Bertolier invite le lendemain Valorin chez elle afin de lui proposer un arrangement. Il accepte.

### Acte III
Le lendemain, Mme Bertolier fait intervenir deux tueurs professionnels, qui réclament la somme de 200 000 FRF pour assassiner Valorin. La somme est colossale car ils savent Valorin innocent. Elle est prête à jeter Valorin dans leurs bras meurtriers, mais c'est Maillard, se trompant de porte, qui se présente à eux. Il s'ensuit une scène très grinçante et cynique où l'homme qui se vantait d'avoir obtenu la tête d'un innocent supplie ses bourreaux d'épargner sa vie. Il révèle son identité et il s'échappe.
Valorin leur tombe entre les mains, et les deux tueurs se préparent à l'assassiner ; mais le sachant innocent, et touchés par l'injustice de la situation, ils lui accordent une faveur, celle de lui révéler l'identité du véritable assassin : c'est Gustave Dujardin, le protégé d'un mafieux nommé Alessandrovici. Devant la courtoisie et la noblesse d'âme de Valorin s'engage une conversation sur le bon-goût et l'éducation. Les deux assassins, passablement cultivés, finissent par se disputer sur la valeur de l'enseignement laïc et catholique et Valorin en profite pour leur subtiliser leurs armes. Ils les enferme dans le placard. C'est la partie de l'acte III que l'on peut qualifier de « moliéresque » : face à l'occasion qui s'offre à lui, Valorin feint la mort, scène clairement inspirée du Malade imaginaire, mais dont le dénouement est bien différent, car contrairement à Béline, femme d'Argan qui se réjouit de la mort de son mari, cacochyme et éternel moribond, devant le cadavre de son ancien amant assassiné sur ses ordres, Mme Bertolier s'effondre en larmes et confesse un amour profond et incendiaire. Et Valorin, telle la Statue du Commandeur dans Dom Juan, lui parle comme d'outre-tombe, et elle de réagir en Sganarelle, en éprouvant une peur bleue.
Bertolier et Maillard interviennent, ce dernier assurant que la femme de l'autre a tenté de le faire assassiner. Bertolier n'en croit pas un mot : Valorin ouvre le placard, et révèle l'infâme entreprise de Mme Bertolier. Mme Maillard est définitivement acquise à la cause juste de Valorin; elle tente même de se battre avec Mme Bertolier. Valorin révèle le nom de l'assassin et de son employeur. Les deux procureurs étant corrompus depuis longtemps par Alessandrovici refusent de mettre en cause son protégé. Mme Bertolier propose que le groupe se rende malgré tout chez le mafieux en arguant que le pire, un refus, mérite de tenter la manœuvre, en espérant que le mafieux assassinera Valorin.

### Acte IV
Il est très court : il débute par un long monologue d'Alessandrovici sur la corruption, décrivant la façon dont il s'est rendu maître des institutions du pays par la corruption, le chantage et les actions véreuses. Ce passage est clairement un hommage à Beaumarchais et à « L'éloge de la calomnie » prononcé dans Le Barbier de Séville par Don Bazile.
Alessandrovici reconnait les deux procureurs, dont il a graissé la patte depuis longtemps; il complimente la beauté de Mme Bertolier et demande l'identité de Valorin, qui la donne : il est le condamné à mort de l'affaire de la Rue-du-Baccarat. Puis, sans vergogne, il insulte et frappe le mafieux copieusement, ce qui donne de l'espoir aux intentions justicides de Mme Bertolier. Mais loin de mal prendre la volée de mots doux envoyée par Valorin, Alessandrovici le félicite, rend grâce à sa témérité, à son courage, et au bien que cela lui fait d'entendre autre chose que des mielleuses caresses. Cette honnêteté le touche : « Demande-moi ce que tu veux, je te le donnerai », lui dit-il. Valorin saute sur l'occasion : il demande que le mafieux remette Dujardin entre les mains de la police en raison de son assassinat. Alessandrovici, sincèrement désolé, ne peut accepter : lui aurait-il réclamé de l'argent, les plus belles femmes du pays, mariées ou pas, un poste de gouverneur, de ministre ou de préfet, c'eût été à lui en un claquement de doigt.
Mais un évènement imprévu vient faire changer d'avis Alessandrovici : Dujardin a laissé consulter un dossier militaire sensible par un agent extérieur pour seulement 25.000 francs, au lieu de 50 millions. Cette perte d'argent considérable met Alessandrovici hors de lui. Sous la colère, il demande à ses sbires de conduire de force Dujardin à la police, en le présentant comme le véritable auteur du crime dont on a accusé successivement Valorin et Gozzo. Les procureurs se proposent d'orienter l'instruction vers un heureux dénouement. Le mafieux est heureux d'avoir pu rendre un tel service à la seule personne qui s'est exprimée honnêtement devant lui.
La pièce se termine par les deux procureurs se disputant l'honneur de faire condamner un innocent pour Alessandrovici et par l'aveu de l'amour réciproque entre Valorin et Mme Bertolier, malgré sa triple tentative d'assassinat sur sa personne. Mme Maillard arrive au moment fatidique, surprenant les deux amants dans les bras l'un de l'autre.

## Commentaire de l'œuvre

### Contexte historique et réception du public
Cette pièce déclencha un véritable scandale, mais eut un succès immédiat dès les premières représentations. Il s'agit clairement d'un manifeste contre la peine de mort que Marcel Aymé traite avec son humour et son cynisme aérien. La justice et les magistrats sont particulièrement malmenés par un auteur qui n'a jamais accepté la pratique barbare de la peine de mort. Le public fut à la fois choqué de son militantisme, et ravi par l'audace de sa prose.

### Pistes d'analyse
Gozzo, avant même que Valorin découvre son innocence, est innocenté par l'orientation sémantique du texte : Gozzo, par référence au trompettiste américain, exerce la même profession que Valorin : jazzman. Ainsi, du point de vue de l'analyse sémantique et discursive, ils font cause commune, et partagent le même passé, celui de l'artiste innocent, le même destin, celui de bouc-émissaire injustement accusé, et le même avenir, la réhabilitation officielle.
Ces chaînes référentielles ne sont pas orphelines : Marcel Aymé, pour appuyer son propos, tisse des chaines de références exophoriques et fait de nombreux rappels :
1. références à Molière, dénonciateur des hypocrisies de la cour en créant Tartuffe, Philinte, le Dorante du Bourgeois gentilhomme ;
2. référence à la « Trilogie » de Beaumarchais, créateur du couple Figaro-Suzanne (Valorin-Roberte, avec l’ambiguïté du statut d'adjuvant ou d'opposant de Suzanne, soupçonnée d'intriguer pour le Comte), d'Almaviva (Maillard et Bertolier), de la Comtesse Rosine et de Marcelline (Mme Maillard), défenseur du droit des peuples à la justice pour tous ;
3. référence à Shakespeare, architecte de Iago dans Othello (Gaston Dujardin), du duc de Gloucester dans Richard III (le mafieux Alessandrovici), la figure de la reine Gertrude dans Hamlet, femme adultère et complice de meurtre (Roberte Bertolier), la figure du maure Aaron et les deux princes goths dans Titus Andronicus (les tueurs d'Alessandrovici), figures muthème du traître absolu ;

L'antimorale posée par Aymé est énoncée par Roberte Bertolier : l'injustice est en nous, comme une force, une pulsion, un tropisme qui peut se manifester à notre conscience à tout moment; Elle peut se manifester même chez Valorin, le parangon du juste et du bon, qui s'amourache d'une mante religieuse, prête à réduire au silence ses amants ; une mante religieuse très petit-bourgeois, se révélant assassine dès que la réputation devant le Beau-Monde est en jeu.
C'est l'ultime injustice de la pièce : Mme Maillard, décidée à mettre sa vie en jeu au nom de la vérité, voit son espoir bafoué et souillé par l'amour du Juste (Valorin) pour l'Injuste (Roberte Bertolier). La référence de Marcel Aymé est cette fois mythologique, car son personnage de Mme Maillard est une réécriture version Années 1950 du mythe de Lucrèce violée, car elle est prête à témoigner contre son propre époux au nom de la justice. La référence au poème de Shakespeare Le viol de Lucrèce n'est pas impossible, car la version du célèbre dramaturge anglais s'attache à montrer une Lucrèce désespérée devant l'ingratitude des dieux à lui infliger une si injuste situation, elle si respectueuse envers eux et leurs lois.
Déçue de constater que l'amour est ingrat, Mme Maillard quitte la scène dégoûtée de s'être engagée moralement pour un homme qui lui préfère non seulement une autre femme, mais une femme qui comme l'apôtre Pierre, a renié son amour par trois fois (à l'acte I en tentant de l'assassiner elle-même, à l'acte III en engageant les 2 tueurs, et à l'acte IV, en le poussant chez Alessandrovici espérant qu'il le fasse disparaître).

## Distribution originale
- Jean Martinelli : Le procureur Maillard
- Juliette Faber : Juliette Maillard
- Gisèle Touret : Renée Andrieu
- Marcel d'Orval : Louis Andrieu
- Henri Crémieux : Le procureur Bertolier
- Monique Mélinand: Roberte Bertolier
- Joelle Robin : Pierrette
- Yves Robert : Valorin
- Marcel Pérès : Lambourde
- Maurice Méric :Gorin
- Simone Chambord : Luisa
- Raymond Souplex : Alessandrovici
- Pierre-Jacques Moncorbier : Dujardin
- Mise en scène : André Barsacq
- Décors et costumes : Jean-Denis Malclès

Le texte de la pièce a été publié aux Éditions Grasset en 1952, et repris dans la collection Le Livre de poche (no 180)
Elle a été diffusée le 14 septembre 1973 sur la deuxième chaîne de l'ORTF.
La pièce a été jouée en 2000 à Beauvais (mise en scène de Jean-Luc Tardieu), en 2012 au  Centre dramatique de La Courneuve (mise en scène par Elisabeth Hölzle) et, en 2013, à la Comédie Française, au Théâtre du Vieux-Colombier (mise en scène : Lilo Baur). Dans ce dernier cas, c'est la version originale qui a été reprise, avant le changement du dernier acte par l'auteur.